# Runstenskullen
Runstenskullen är en liten hög med en samling runstenar på Universitetsplatsen i Lundagård i Lund.
Runstenskullen har sex runstenar från olika platser i Skåne. Runstenarna skänktes av Föreningen för Skånes fornminnen och iordningställdes 1868 till 200-årsjubileet av Lunds universitets grundande. Tidigare fanns Lundagårdsstenen också där, men den flyttades 1956 till Universitetsbibliotekets entré.

## Runstenar
- DR 317 Vallkärrastenen – Tova reste stenar dessa efter Gammal, husbonde/make sin, och Asser sonen hans
- DR 330 Gårdstångastenen 2 – (…usti) och Gunnar reste stenar dessa efter (kn…) och …björn, kamraterna sina. Dessa kämpar voro vida kända i viking
- DR 331 Gårdstångastenen 3 – Asser satte stenar dessa efter Tobbe. (?)
- DR 337 Vallebergastenen – Sven och Torgot gjorde kumler dessa efter Manne och Svenne. Gud hjälpe själen deras väl; men de ligger i London
- DR 270 Skivarpstenen – Tomme reste sten denna efter Omun, sin kamrat (...).
- DR 316 Norra Nöbbelövstenen – Tove reste sten denna efter Omun, sin kamrat (…).

## Bildgalleri

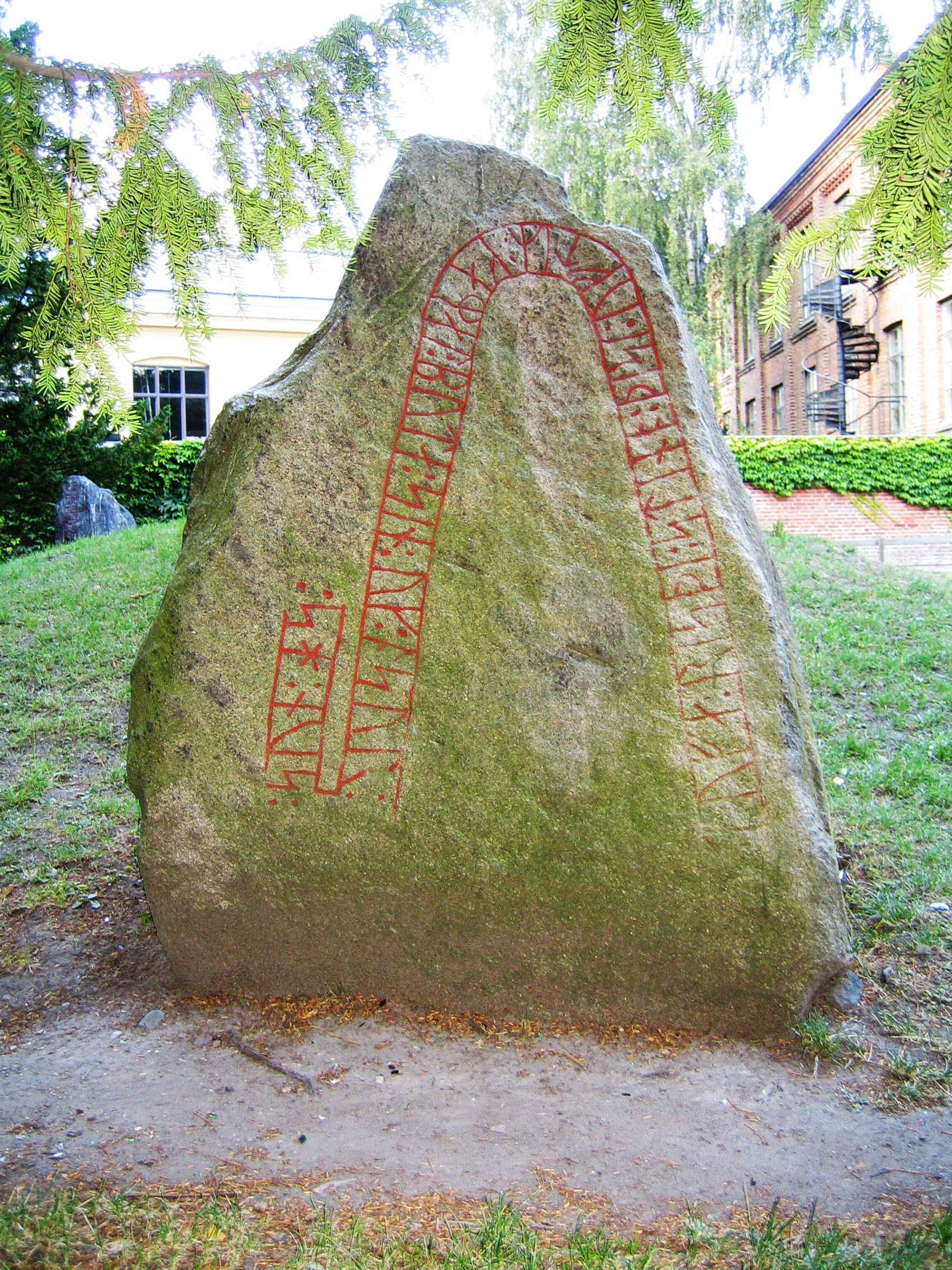
Vallkärrastenen
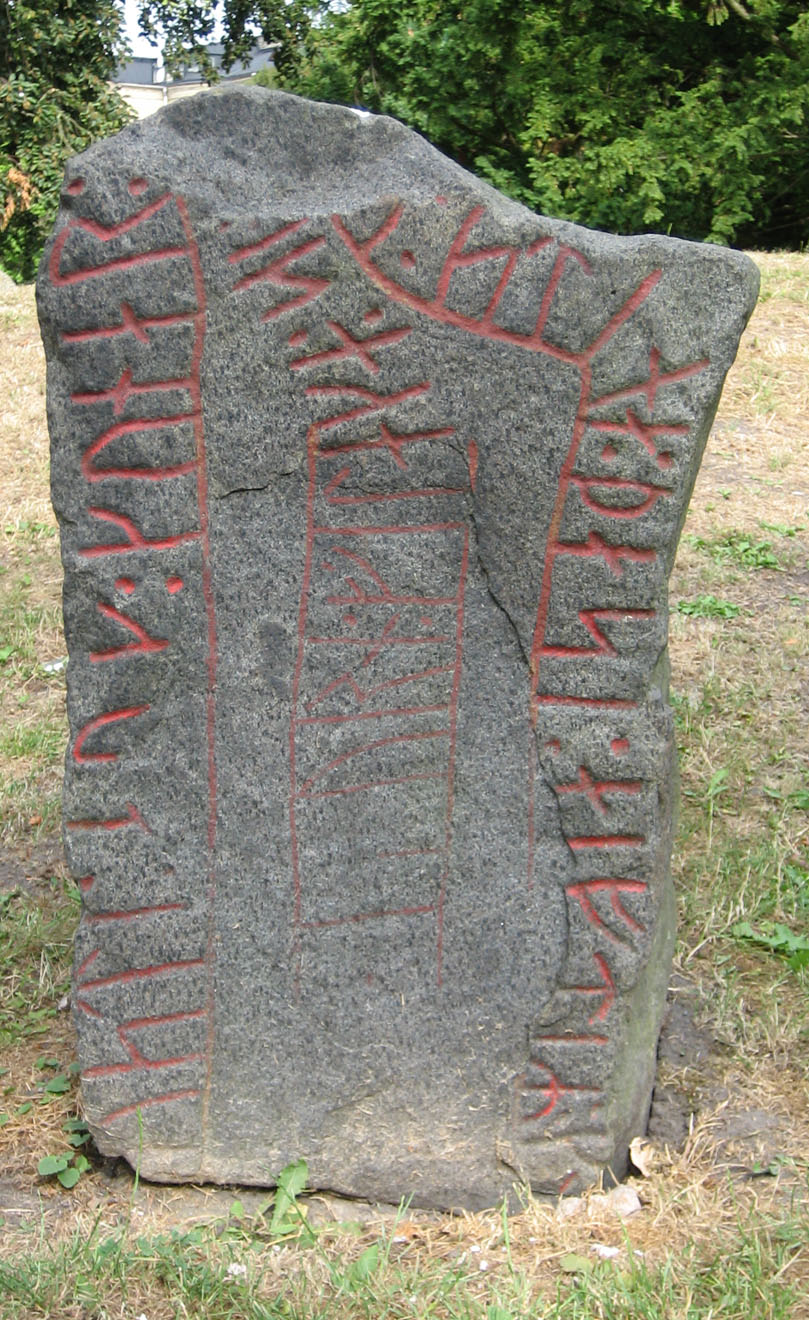
Gårdstångastenen 2
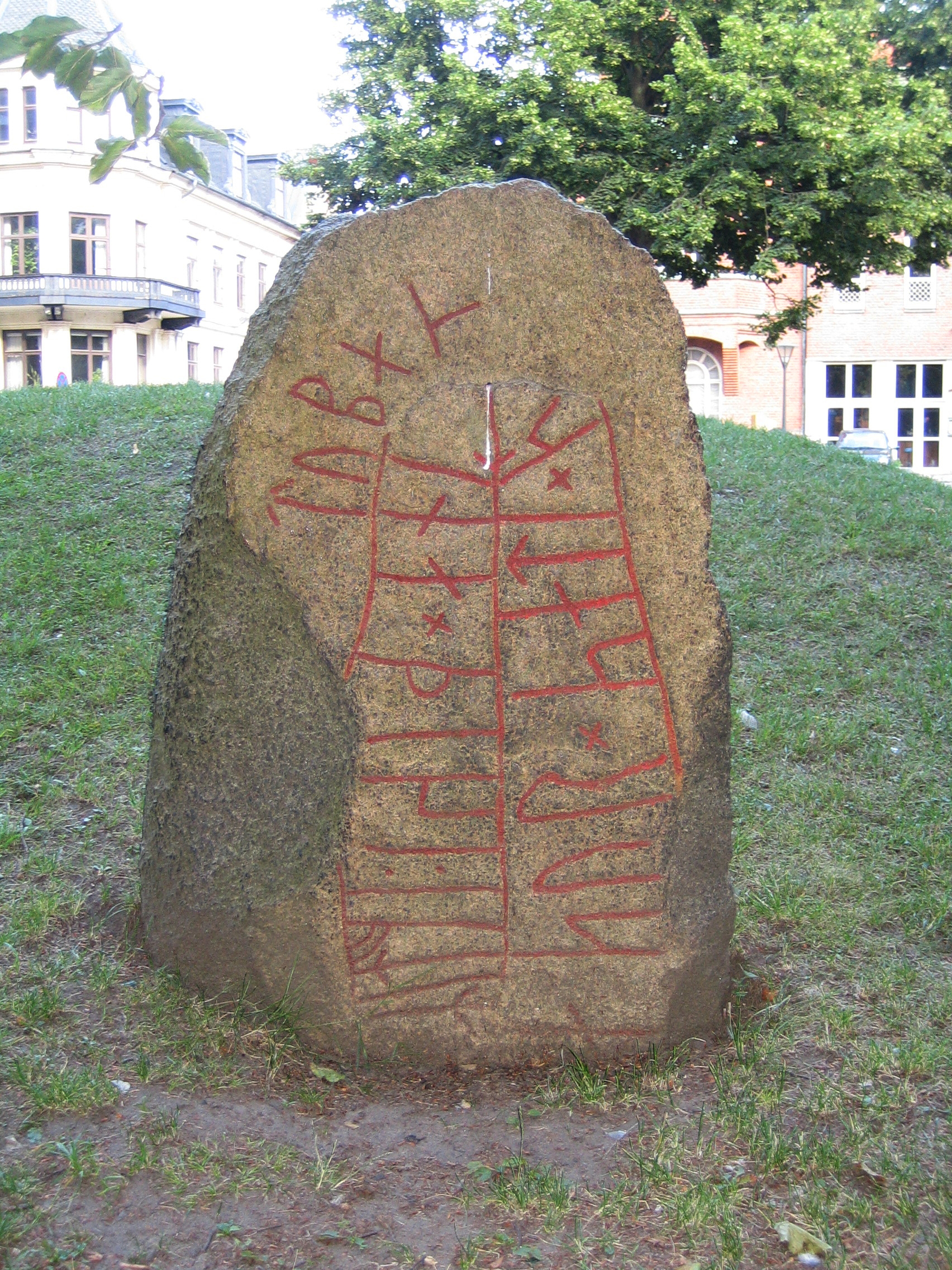
Gårdstångastenen 3
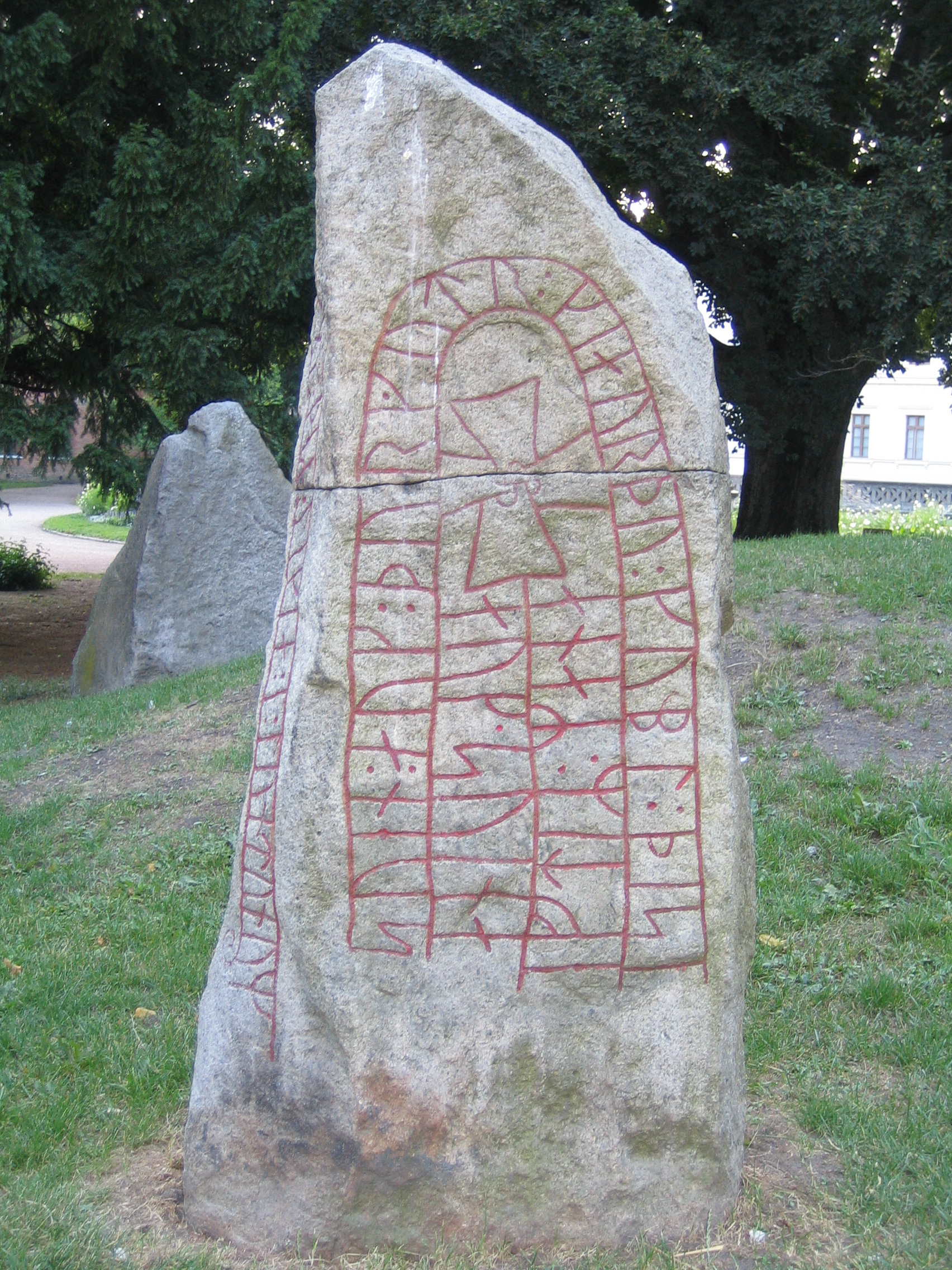
Vallebergastenen
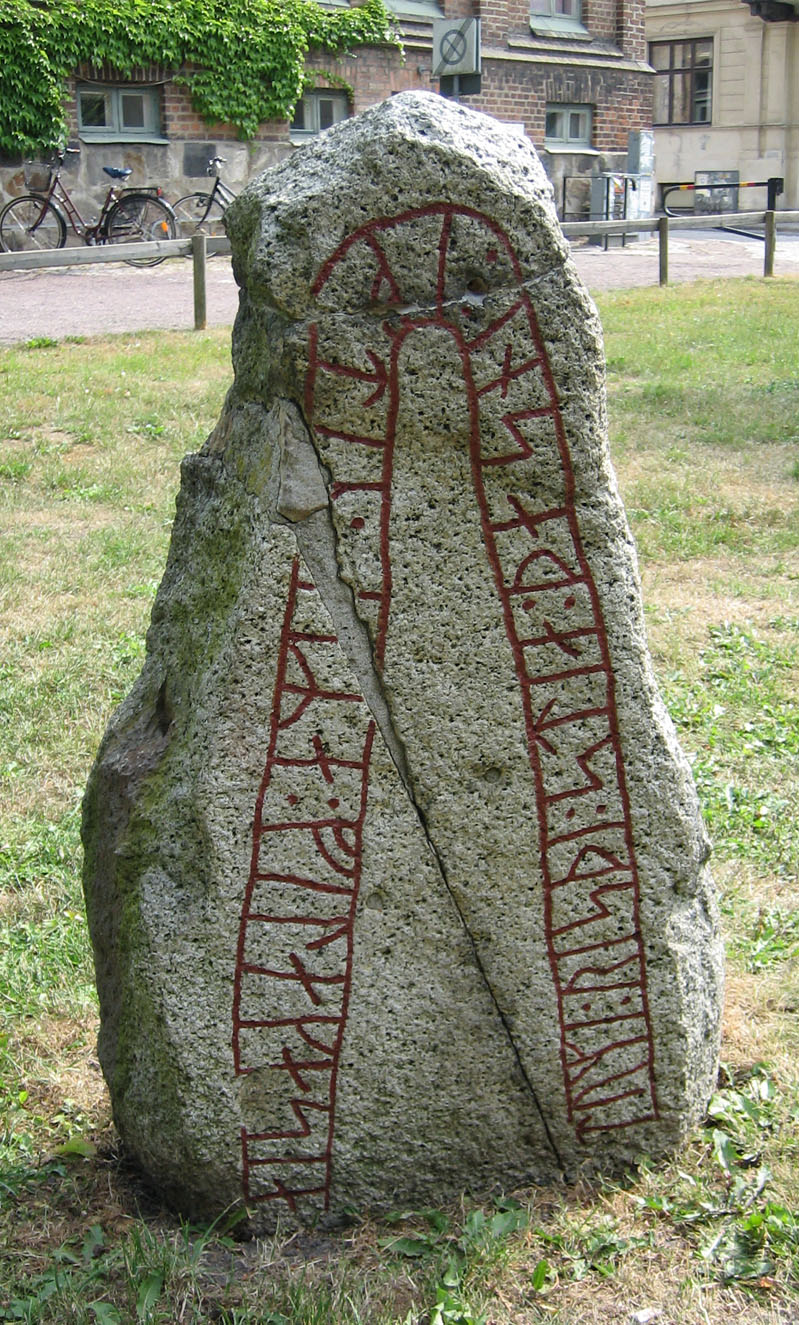
Skivarpstenen
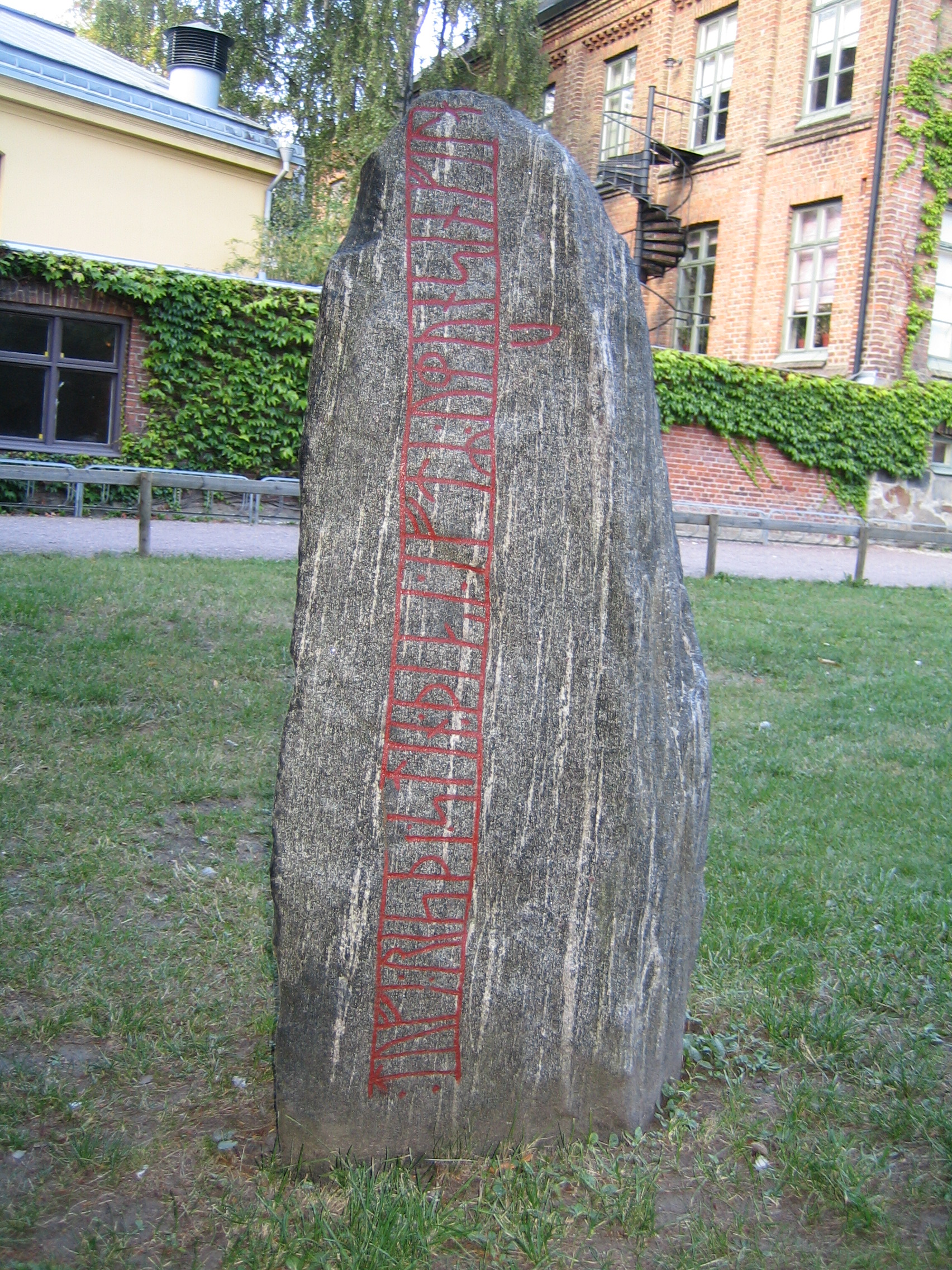
Norra Nöbbelövstenen